# علی‌خانلی، سیاه‌زن
علی‌خانلی، سیازان (به لاتین: Alikhanly, Siazan) یک منطقهٔ مسکونی در جمهوری آذربایجان است که در شهرستان سیاه‌زن واقع شده‌است.